# Аутон, Данкан
Да́нкан Э́двард А́утон (англ. Duncan Edward Oughton; 14 июня 1977, Карори, Веллингтон, Новая Зеландия) — новозеландский футболист. Играл на позиции защитника. Всю карьеру провёл в клубе MLS «Коламбус Крю».

## Карьера

### Молодёжная карьера
Аутон обучался в Университете Отаго. Приехав в США, в 1997—2000 годах изучал кинезиологию в Университете штата Калифорния в Фуллертоне, совмещая обучение с игрой за университетскую футбольную команду в Национальной ассоциации студенческого спорта. За «Кал Стейт Фуллертон Тайтанз» сыграл 67 игр, в которых забил 41 мяч и отдал 15 результативных передач.

### Клубная карьера
На Супердрафте MLS 2001, состоявшемся 5 февраля 2001 года, Аутон был выбран в первом раунде под 10-м номером клубом «Коламбус Крю». Его профессиональный дебют состоялся 12 мая 2001 года в матче против «Даллас Бёрн», в котором он вышел на замену на 76-й минуте.
21 августа 2004 года в матче против «Ди Си Юнайтед» забил свой первый гол в MLS.
В матче плей-офф в октябре 2004 года Аутон получил травму правого колена, в марте 2005 года повторно травмировался. В общей сложности из-за травмы, восстановительных операций и послеоперационной реабилитации пропустил 22 месяца. В футбол он вернулся благодаря аутологичной трансплантации хондроцитов — ему пересаживались собственные хрящевые клетки коленного сустава, выращенные в лаборатории.
Перед сезоном 2007 новозеландец получил грин-карту и в MLS перестал считаться иностранным игроком.
По окончании сезона 2010 «Коламбус Крю» не продлил контракт с Аутоном.
3 февраля 2011 года Данкан Аутон объявил о завершении футбольной карьеры и вошёл во фронт-офис «Коламбус Крю» в качестве ассистента технического директора Брайана Блисса.

### Международная карьера
За сборную Новой Зеландии Аутон дебютировал на Кубке наций ОФК 2002 года. Также участвовал ещё в двух Кубках наций ОФК — 2004 и 2008 годов — и в двух Кубках конфедераций — 2003 и 2009 годов. Всего за «олл уайтс» провёл 25 матчей и забил два гола.

## Статистика выступлений

### Клубная статистика
| Выступление      | Выступление      | Выступление      | Лига | Лига | Плей-офф | Плей-офф | Кубок | Кубок | ЛЧ КОНКАКАФ | ЛЧ КОНКАКАФ | Итого | Итого |
| Клуб             | Лига             | Сезон            | Игры | Голы | Игры     | Голы     | Игры  | Голы  | Игры        | Голы        | Игры  | Голы  |
| ---------------- | ---------------- | ---------------- | ---- | ---- | -------- | -------- | ----- | ----- | ----------- | ----------- | ----- | ----- |
| Коламбус Крю     | MLS              | 2001             | 20   | 0    | 0        | 0        | 3     | 0     | —           | —           | 23    | 0     |
| Коламбус Крю     | MLS              | 2002             | 20   | 0    | 5        | 0        | 4     | 0     | —           | —           | 29    | 0     |
| Коламбус Крю     | MLS              | 2003             | 23   | 0    | —        | —        | 1     | 0     | 3           | 0           | 27    | 0     |
| Коламбус Крю     | MLS              | 2004             | 28   | 2    | 2        | 0        | 2     | 0     | —           | —           | 32    | 2     |
| Коламбус Крю     | MLS              | 2005             | 0    | 0    | —        | —        | 0     | 0     | —           | —           | 0     | 0     |
| Коламбус Крю     | MLS              | 2006             | 9    | 0    | —        | —        | 0     | 0     | —           | —           | 9     | 0     |
| Коламбус Крю     | MLS              | 2007             | 19   | 1    | —        | —        | 1     | 0     | —           | —           | 20    | 1     |
| Коламбус Крю     | MLS              | 2008             | 5    | 0    | 0        | 0        | 1     | 0     | —           | —           | 6     | 0     |
| Коламбус Крю     | MLS              | 2009             | 9    | 0    | 0        | 0        | 1     | 1     | 2           | 0           | 12    | 1     |
| Коламбус Крю     | MLS              | 2010             | 3    | 0    | 0        | 0        | 1     | 0     | 4           | 1           | 8     | 1     |
| Коламбус Крю     | Итого            | Итого            | 136  | 3    | 7        | 0        | 14    | 1     | 9           | 1           | 166   | 5     |
| Всего за карьеру | Всего за карьеру | Всего за карьеру | 136  | 3    | 7        | 0        | 14    | 1     | 9           | 1           | 166   | 5     |

Источники: Soccerway, Transfermarkt, MLSsoccer.com, SoccerStats.us

### Международная статистика
| Команда        | Год   | Игры | Голы |
| -------------- | ----- | ---- | ---- |
| Новая Зеландия |       |      |      |
| 2002           | 5     | 0    |      |
| 2003           | 6     | 0    |      |
| 2004           | 5     | 2    |      |
| 2007           | 4     | 0    |      |
| 2008           | 2     | 0    |      |
| 2009           | 3     | 0    |      |
| Всего          | Всего | 25   | 2    |

Источник: National Football Teams
Голы за сборную
| №  | Дата        | Место                                       | Соперник           | Голы | Результат | Турнир               |
| -- | ----------- | ------------------------------------------- | ------------------ | ---- | --------- | -------------------- |
| 1. | 31 мая 2004 | Марден Спортс Комплекс, Аделаида, Австралия | Соломоновы Острова | 2:0  | 3:0       | Кубок наций ОФК 2004 |
| 2. | 4 июня 2004 | Марден Спортс Комплекс, Аделаида, Австралия | Таити              | 8:0  | 10:0      | Кубок наций ОФК 2004 |

## Тренерская карьера
Аутон имеет тренерскую лицензию категории «Б», выданную ему Федерацией футбола США.
8 мая 2013 года Аутон покинул «Коламбус Крю», уйдя в «Торонто», где стал ассистентом главного тренера Райана Нелсена, с которым вместе играл за сборную Новой Зеландии. 31 августа 2014 года «Торонто» уволил Нелсена вместе с его штабом.

## Достижения
Командные
 «Коламбус Крю»
- Чемпион MLS (обладатель Кубка MLS): 2008
- Победитель регулярного чемпионата MLS: 2004, 2008, 2009
- Обладатель Открытого кубка США: 2002

## Карьера комментатора
Аутон в качестве аналитика освещал матчи «Коламбус Крю» на региональном телевидении Огайо — в 2011 году на телеканале ONN, в 2012 году на телеканале FOX Sports Ohio.